# Promised Land (film)
Promised Land är en amerikansk dramafilm från 2012.
Filmen hade biopremiär i Sverige den 2 augusti 2013, utgiven av NonStop Entertainment.

## Handling
Steve Butler (Matt Damon) och Sue Thomason (Frances McDormand) arbetar för ett naturgasbolag. Deras uppgift är att övertyga personerna som bor vid fyndigheterna att arrendera ut sin mark till gasbolaget. De åker till en liten stad i Pennsylvania där de boende kämpar med ekonomiska svårigheter. På förhand ser det ut som ett lätt jobb för Butler och Thomason, men det försvåras snabbt när läraren Frank Yates (Hal Holbrook) under ett möte förklarar riskerna med naturgasutvinningen. Det blir inte lättare av det plötsligt dyker upp en miljörättsaktivist vid namn Dustin Noble (John Krasinski).
Vid sidan om arbetet träffar Butler också Alice, som även hon är lärare på den lokala skolan.  

## Om filmen
Promised Land regisserades av Gus Van Sant. Storyn skrevs av Dave Eggers och Matt Damon och John Krasinski anpassade manuset till film. Damon och Krasinski spelade också varsin roll i filmen och producerade densamma tillsammans med Chris Moore.

## Rollista (urval)
| Matt Damon        | – Steve Butler    |
| Carla Bianco      | – servitris       |
| Frances McDormand | – Sue Thomason    |
| Terry Kinney      | – David Churchill |
| Joe Coyle         | – Michael Downey  |
| Hal Holbrook      | – Frank Yates     |
| Dorothy Silver    | – Arlene          |
| John Krasinski    | – Dustin Noble    |
| Rosemarie DeWitt  | – Alice           |